# Paralleloneurum
Paralleloneurum är ett släkte av tvåvingar. Paralleloneurum ingår i familjen styltflugor.
Kladogram enligt Catalogue of Life:
| Paralleloneurum | \| \| Paralleloneurum cilifemoratum \| \| \| \| \| \| Paralleloneurum pygmaeum \| \| \| \| |
|                 | \| \| Paralleloneurum cilifemoratum \| \| \| \| \| \| Paralleloneurum pygmaeum \| \| \| \| |
|                 | Paralleloneurum cilifemoratum                                                              |
|                 |                                                                                            |
|                 | Paralleloneurum pygmaeum                                                                   |
|                 |                                                                                            |